# Charles Finley
Charles Finley (* 26. März 1865 in Williamsburg, Whitley County, Kentucky; † 18. März 1941 ebenda) war ein US-amerikanischer Politiker. Zwischen 1930 und 1933 vertrat er den Bundesstaat Kentucky im US-Repräsentantenhaus.

## Werdegang
Charles Finley, Sohn des Kongressabgeordneten Hugh F. Finley, besuchte die öffentlichen Schulen seiner Heimat und das Milligan College in Tennessee. Danach war er im Kohlegeschäft, im Bankgewerbe und als Zeitungsverleger tätig. Politisch wurde er Mitglied der Republikanischen Partei. Zwischen 1894 und 1896 saß er als Abgeordneter im Repräsentantenhaus von Kentucky. Im Jahr 1895 war er außerdem Delegierter auf dem regionalen republikanischen Parteitag in Kentucky. Zwischen 1896 und 1900 fungierte er als Secretary of State von Kentucky.
Im Jahr 1900 wurde er wegen seiner angeblichen oder tatsächlichen Beteiligung an der Ermordung des Gouverneurs William Goebel verurteilt. 1908 wurde er von Gouverneur Augustus E. Willson begnadigt. Zwischen 1912 und 1928 war er Parteivorsitzender der Republikaner im elften Kongresswahlbezirk von Kentucky. Nach dem Rücktritt des Abgeordneten  John M. Robsion im Januar 1930 wurde Finley bei der fälligen Nachwahl für den elften Sitz von Kentucky als dessen Nachfolger in das US-Repräsentantenhaus in Washington, D.C. gewählt, wo er am 15. Februar 1930 sein neues Mandat antrat. Nach einer Wiederwahl bei den regulären Kongresswahlen des Jahres 1930 konnte er bis zum 3. März 1933 im Kongress verbleiben. Kurz vor Ablauf seiner letzten Legislaturperiode wurde der 20. Verfassungszusatz ratifiziert, durch den die Fristen zwischen den Kongress- bzw. Präsidentschaftswahlen und dem Beginn der jeweiligen Amtszeiten verkürzt wurden.
Im Jahr 1932 verzichtete Finley auf eine erneute Kandidatur. Nach seinem Ausscheiden aus dem US-Repräsentantenhaus zog er sich in den Ruhestand zurück. Er starb am 18. März 1941 in seiner Geburtsstadt Williamsburg.